# Парадокс лифта
Парадокс лифта — парадокс, впервые отмеченный Марвином Стерном и Георгием Гамовым, физиками, которые работали в офисах на разных этажах многоэтажного здания. Гамов, офис которого располагался в нижней части здания, заметил, что лифт, первым приезжающий на его этаж, чаще всего двигается вниз. В то время как Стерн, с офисом в верхней части здания, заметил, что первый лифт, который останавливается на его этаже, чаще всего идёт вверх.
На первый взгляд, это создавало впечатление, что кабины лифта создавались в середине здания и отправлялись вверх на крышу и вниз в подвал, где демонтировались. Очевидно, что это было не так. Но как можно объяснить эти наблюдения?

## Моделирование работы лифта

Рядом с последним этажом лифты, двигающиеся вверх, спускаются вскоре после того, как они поднимутся.

Было предпринято несколько попыток (начиная с Гамова и Стерна) проанализировать причины этого явления. Основной анализ прост, но более детальный анализ гораздо сложнее, чем кажется на первый взгляд.
Если вы на верхнем этаже здания, все лифты будут идти снизу (никакие не могут идти сверху), а затем они будут спускаться вниз. Если же вы на предпоследнем этаже, то лифт, который поднимается на верхний этаж, пройдёт вначале, двигаясь вверх, а затем, наверное, вскоре после этого — двигаясь вниз. Таким образом, в то время как будет проходить равное количество лифтов, идущих вверх и вниз, лифты, идущие вниз, как правило, будут следовать вскоре после идущих вверх (если лифт не задерживается на верхнем этаже). И тогда первым, как правило, будет наблюдаться лифт, который идёт вверх. Лифт, который идёт вниз, может наблюдаться первым, только если начинать наблюдение в короткий промежуток времени после того, как лифт прошёл вверх. В остальное время первый наблюдаемый лифт будет подниматься.

## В реальном мире
В настоящих зданиях присутствуют сложные факторы, такие как тенденция в работе лифтов, когда они часто требуются на нулевом или первом этаже, и возвращаются туда, когда простаивают. Эти факторы приводят к сдвигу частот наблюдаемых прибытий, но не устраняют парадокс полностью. В частности, пользователь ближе к верхнему этажу будет наблюдать парадокс ещё сильнее, так как лифты нечасто присутствуют или необходимы выше его этажа.
Есть и другие отличия реального здания. Например, однобокий спрос — когда все хотят спускаться вниз в конце рабочего дня, пропуск полными лифтами дополнительных остановок или влияние коротких поездок, когда лифт бездействует.

## В популярной культуре
Парадокс лифта был упомянут Чарли Эйпсом (Charlie Eppes) в телевизионном шоу Numb3rs в эпизоде «Китайский ящик».

## Список литературы
- Martin Gardner, Knotted Doughnuts and Other Mathematical Entertainments, chapter 10. W H Freeman & Co.; (October 1986). ISBN 0-7167-1799-9.

- Martin Gardner, Aha! Gotcha, page 96. W H Freeman & Co.; 1982. ISBN 0-7167-1414-0